# Thomas Schrammel
Thomas Schrammel (* 5. September 1987 in Kittsee) war ein österreichischer Fußballspieler auf der Position eines Abwehrspielers. Er spielt vorwiegend auf der Position des linken Verteidigers kommt aber fallweise auch als linker Mittelfeldspieler zum Einsatz.

## Karriere

### Jugend
Schrammel begann seine Karriere im Jahre 1993 beim burgenländischen ASV Deutsch Jahrndorf in der 600-Seelen-Gemeinde Deutsch Jahrndorf im österreichisch-ungarisch-slowakischen Dreiländereck. Nach zwei Jahren in den dortigen Jugendmannschaften wechselte er 1995 für ein Jahr zu den Sportfreunden Berg ins nur wenige Kilometer entfernte Berg in Niederösterreich. Ab 1996 begann er in den Jugendmannschaften des SK Rapid Wien in der österreichischen Bundeshauptstadt.

### Verein
In über zehn Jahren durchlief er alle Jugendauswahlen und wurde im Jahre 2005 erstmals in den Kader der Amateurmannschaft Rapid Wien gestellt, mit denen er aus der Wiener Stadtliga in die drittklassige Regionalliga Ost aufstieg. Bei den Amateuren kam er in der Regionalliga bis 2007 zu 20 Meisterschaftseinsätzen. In der Sommerpause vor der Saison 2007/08 wurde Schrammel an den in der zweitklassigen österreichischen Ersten Liga spielenden FC Lustenau 07 verliehen.
Sein Profidebüt für den Verein aus dem vorarlbergerischen Lustenau gab er am 31. Juli 2007 bei der 2:1-Auswärtsniederlage gegen die Kapfenberger SV, als er die gesamte Spieldauer auf dem Platz stand. Bei den Lustenauern avancierte er in dieser Saison zum Stammspieler und kam so in 30 von 33 Ligaspielen zum Einsatz.
Nach der Saison in Vorarlberg wurde Schrammel ein weiteres Mal von seinem Stammverein verliehen. Dieses Mal ging es zum FC Wacker Innsbruck in die Tiroler Landeshauptstadt. Beim Verein kam er zu insgesamt 22 Einsätzen in der Ersten Liga, sowie zu einem Einsatz im ÖFB-Cup 2008/09, den man aber bereits nach einer 1:0-Auswärtsniederlage in der 1. Runde gegen den SC-ESV Parndorf verlassen musste. Von Mitte März bis Mitte Mai 2009 schied er wegen einer Verletzung des Ligamentum deltoideum, dem Innenband des linken Knies, vom Spielbetrieb aus und versäumte so einige Einsätze. Die Verletzung zog er sich beim 1:0-Erfolg über den 1. FC Vöcklabruck zu. Noch in derselben Woche wurde Schrammel in einer Privatklinik in Hoch-Rum operiert.
Zu Beginn der Saison 2009/10 kehrte er zu seinem Stammverein, dem SK Rapid Wien, zurück und wurde auch gleich in den Kader der Bundesligamannschaft aufgenommen. Noch im gleichen Sommer verlieh Rapid Wien ihn für die kommende Saison mit einer Option für zwei weitere Jahre an den Bundesligaverein SV Ried.
Sein Vereinsdebüt bei der SV Ried gab er bereits in der 1. Runde des ÖFB-Cups 2009/10 beim 3:0-Sieg über den FC Wels, als er von Beginn an auf dem Platz stand und in der 71. Spielminute für Mihael Rajić ausgewechselt wurde. Zu seinem Bundesligadebüt kam Schrammel am 21. August 2009 beim 0:0-Auswärtsremis gegen den SK Austria Kärnten, als er bis zur 80. Minute spielte und abermals durch die Einwechslung von Rajic abgelöst wurde. Am Ende der Saison 2009/10, nach Ablauf des Leihvertrages, zog Ried die Option und verpflichtet den Verteidiger für 2 Jahre. In der Saison 2010/11 wurde er mit der SV Ried österreichischer Cup-Sieger. Im Juni 2011 kehrte Schrammel abermals zu seinem Stammverein zurück. Er unterschrieb einen Vierjahresvertrag bei den Hütteldorfern, über die Ablösesumme wurde Stillschweigen vereinbart. Im August 2014 wurde der Vertrag um weitere 4 Jahre verlängert.
Im Jänner 2018 wechselte er zum Ligakonkurrenten SK Sturm Graz, bei dem er einen bis Juni 2019 laufenden Vertrag erhielt. Nach der Saison 2019/20 verließ er Sturm. Anschließend blieb er zweieinhalb Jahre ohne Klub, ehe er sich im Februar 2023 der siebtklassigen SPG Mieminger Plateau anschloss.

### Nationalmannschaft
Thomas Schrammel kam zu fünf Einsätzen für die österreichische U-20-Nationalmannschaft.

Am 19. Mai 2010 wurde er von Teamchef Didi Constantini erstmals in die österreichische A-Nationalmannschaft einberufen. Seitdem saß Schrammel zwar immer wieder auf der Ersatzbank, kam zunächst jedoch zu keinem Einsatz. Am 7. Juni 2011 debütierte er beim 3:1-Sieg über Lettland, als er in der siebten Minute der Nachspielzeit für Christian Fuchs aufs Spielfeld kam.

### Trainerstationen
Schrammel absolvierte das Trainer D- und C-Diplom in Tirol. Anschließend arbeitete er beim SV Telfs als Co-Trainer in der U-16 Mannschaft und ist seit 2024 als Co-Trainer bei der ersten Mannschaft des SK Rum tätig. 

## Erfolge
- Meister der Wiener Stadtliga: 2006 (SK Rapid Wien Amateure)
- 2 × Österreichischer-Cup-Sieger: 2011 (SV Ried), 2018 (SK Sturm Graz)